# Live at Isle of Wight
Live at Isle of Wight è un album live postumo di Jimi Hendrix, pubblicato nel giugno 1991 dalla Polydor Records.

## Il disco
Il disco documenta parzialmente l'esibizione tenuta da Hendrix al Festival dell'Isola di Wight il 30 agosto 1970; il suo ultimo concerto in terra britannica prima del decesso avvenuto nel settembre successivo.
Live at Isle of Wight, come il suo predecessore datato 1971 Isle of Wight, anche se più completo, contiene solo una parte del concerto. L'intera esibizione completa di Hendrix è stata pubblicata solamente nel 2002 sull'album Blue Wild Angel: Live at the Isle of Wight.
Il produttore Alan Douglas decise di apportare dei significativi cambiamenti ai nastri originali del concerto, tagliò l'assolo di batteria di Mitch Mitchell da In from the Storm, optò per una diversa scelta dei brani eseguiti, omettendo per esempio Freedom e All Along the Watchtower che erano state incluse nel disco del 1971, e infine stravolse l'ordine originale di scaletta dei brani suonati durante l'esibizione.

## Tracce
Tutti i brani sono opera di Jimi Hendrix, eccetto dove indicato.
1. Intro-God Save the Queen (Traditional)
2. Message to Love
3. Voodoo Child (Slight Return)
4. Lover Man
5. Machine Gun
6. Dolly Dagger
7. Red House
8. In from the Storm
9. New Rising Sun

## Formazione
- Jimi Hendrix: chitarra elettrica, voce
- Mitch Mitchell: batteria
- Billy Cox: basso